# Gaël Clichy
Gaël Clichy (* 26. července 1985 Toulouse) je francouzský fotbalista, který hraje jako levý obránce ve švýcarské Raiffeisen Super League za Servette FC.
Po sezóně 2011/12 se stal hráčem, který dokázal vyhrát Premier League se dvěma různými kluby, Arsenalem a Manchesterem City.
Cena jeho přestupu z Arsenalu do Manchesteru City se odhaduje kolem 7 miliónů liber.

## Reprezentace
Clichy nastupoval za francouzské reprezentační výběry v kategoriích od 15 let.
Za francouzský národní A-tým debutoval 10. září 2008 v kvalifikačním utkání proti hostujícímu týmu Srbska, zápas skončil vítězstvím Francie 2:1.

### Mistrovství Evropy 2012
Na EURU 2012 konaném v Polsku a na Ukrajině postoupila Francie se 4 body ze druhého místa do čtvrtfinále. Gaël odehrál dvě utkání v základní skupině D. V prvním zápase proti Anglii (1:1) nehrál, nastoupil až proti Ukrajině (výhra 2:0) a Švédsku (prohra 0:2). Ve čtvrtfinále 23. června nestačil se svými spoluhráči na největšího favorita turnaje Španělsko, s nímž Francie prohrála 0:2.